# افضل نجم‌الدین ایوب

## خانواده و فرزندان
نجم‌الدین ایوب چندین فرزند از تعداد نامعلومی از زنان و کنیزانش داشت:
- نورالدین شاهنشاه (۱۱۴۸)
- الناصر ابوالمظفر صلاح‌الدین یوسف (۱۱۳۷–۱۱۹۳)
- العادل سیف‌الدین ابوبکر محمد (۱۱۴۵–۱۲۱۸)
- توران‌شاه (۱۱۸۱)
- تاج‌الملوک ابوسعید بوری (۱۱۸۴)
- طغتکین (۱۱۹۷)
- فاطمه خاتون (زمرد ایوبیان)
- ربیعه خاتون
- تعدادی دختر ناشناس[۱]